# Liste der Biografien/Koce
Liste der Biografien |
Portal Biografien |
Personensuche
# |
A |
B |
C |
D |
E |
F |
G |
H |
I |
J |
K |
L |
M |
N |
O |
P |
Q |
R |
S |
T |
U |
V |
W |
X |
Y |
Z |
?
 
Ka |
Kb |
Kc |
Kd |
Ke |
Kf |
Kg |
Kh |
Ki |
Kj |
Kl |
Km |
Kn |
Ko |
Kp |
Kr |
Ks |
Kt |
Ku |
Kv |
Kw |
Ky |
Kx |
Kz
 
Koa |
Kob |
Koc |
Kod |
Koe |
Kof |
Kog |
Koh |
Koi |
Koj |
Kok |
Kol |
Kom |
Kon |
Koo |
Kop |
Kor |
Kos |
Kot |
Kou |
Kov |
Kow |
Kox |
Koy |
Koz
 
Vorlage:Liste der Biografien/Koc
Die Liste der Biografien führt alle Personen auf, die in der deutschsprachigen Wikipedia einen Artikel haben. Dieses ist eine Teilliste mit 13 Einträgen von Personen, deren Namen mit den Buchstaben „Koce“ beginnt.

## Koce

### Kocek
- Kocek, Petr (* 1952), tschechoslowakischer Radrennfahrer

### Kocel
- Kocel († 876), slawischer Fürst

### Kocem
- Kocembová, Taťána (* 1962), tschechische Sprinterin

### Kocer
- Koçer, Evdile (* 1977), türkisch-kurdischer Schriftsteller
- Koçer, Guido (* 1988), deutsch-türkischer Fußballspieler
- Koçer, Zeynep (* 1998), türkische Fußballspielerin
- Kočergina, Natalija (* 1985), litauische Skilangläuferin und Biathletin
- Kocerka, Teodor (1927–1999), polnischer Ruderer

### Kocev
- Kočevar, Simon (* 1990), slowenischer Biathlet
- Kočevar, Štefan (1808–1883), slowenischer Publizist und Politiker
- Kocevar, Wolfgang (* 1969), österreichischer Politiker (SPÖ)
- Kocevska, Nataša (* 1984), mazedonische Handballspielerin
- Kocevski, Božidar (* 1989), deutscher Schauspieler